# Pseudocellus mitchelli
Pseudocellus mitchelli är en spindeldjursart som först beskrevs av Willis J. Gertsch 1971.  Pseudocellus mitchelli ingår i släktet Pseudocellus och familjen Ricinoididae. Inga underarter finns listade i Catalogue of Life.